# Loropéni
 Loropéni je trgovački grad u općini Gaoua, pokrajina Poni na jugu Burkine Faso (regija Sud-Ouest), u blizini granice s Obalom Bjelokosti. Prema popisu iz 2006. godine, grad je imao 45.297 stanovnika, a trenutni gradonačelnik je Jacob Siéhoué Hien.
Grad je najpoznatiji po kamenim ruševinama iz pred-europskog razdoblja (stare oko 1.000 godina), o kojima se veoma malo zna. Prema jednoj teoriji, one su ostaci antičkog dvora kralja Kaan Iya (mitskog vladara naroda Kaan). Prema drugoj to je naselje naroda Lohron ili Koulango, koji su od 14. do 17. stoljeća kontrolirali eksploataciju zlata iz okolice. Utvrđeno naselje je najmanje sedam stoljeća prosperiralo od lokalnog rudarenja zlata koje je izvozilo u udaljena trgovačka središta kao što su Djenné, Mopti i Timbuktu. Svojom veličinom i načinom gradnje se jako razlikuje od ostalih sličnih građevina u današnjoj Nigeriji, ili gradova gornjeg toka Nigera (Gana, Mali i Songaj). Slične, ali u još gorem stanju, su ruševine oko kraljevskog dvora u Obiréu, koji je bio prijestolnica naroda Gan.
Ruševine zidina Loropénija, površine 11.130 m2, su upisane na UNESCO-ov popis mjesta svjetske baštine u Africi kao „najbolje sačuvano prapovijesno utvrđeno naselje zapadne Afrike”.

## Vanjske poveznice
- Fotografije na ourplaceworldheritage.com  Arhivirana inačica izvorne stranice od 5. veljače 2012. (Wayback Machine) (engl.)